# Olufsen Records
Olufsen Records is een Deens platenlabel, dat onder meer klassieke muziek, jazz, blues, popmuziek, rockmuziek, wereldmuziek, elektronische muziek en gesproken woord uitbrengt. Een sublabel van Olufsen is Classico, waarop klassieke muziek uitkomt. Het label werd halverwege de jaren tachtig opgericht door Peter Olufsen en is gevestigd in Kopenhagen.
Musici en groepen die op het label werden uitgebracht zijn onder meer Jan Kaspersen, Jukka Tolonen, Christian Sievert, Niels-Henning Ørsted Pedersen, Anders Koppel, Pierre Dørge, Thomas Clausen, Ib Glindemann, Dan Turèll en Ed Sanders.